# Martul (Villanueva de Oscos)
Martul (Martul en asturiano y oficialmente) es una parroquia y una casería del concejo de Villanueva de Oscos en la comarca del Eo-Navia, Principado de Asturias, España.

## Geografía

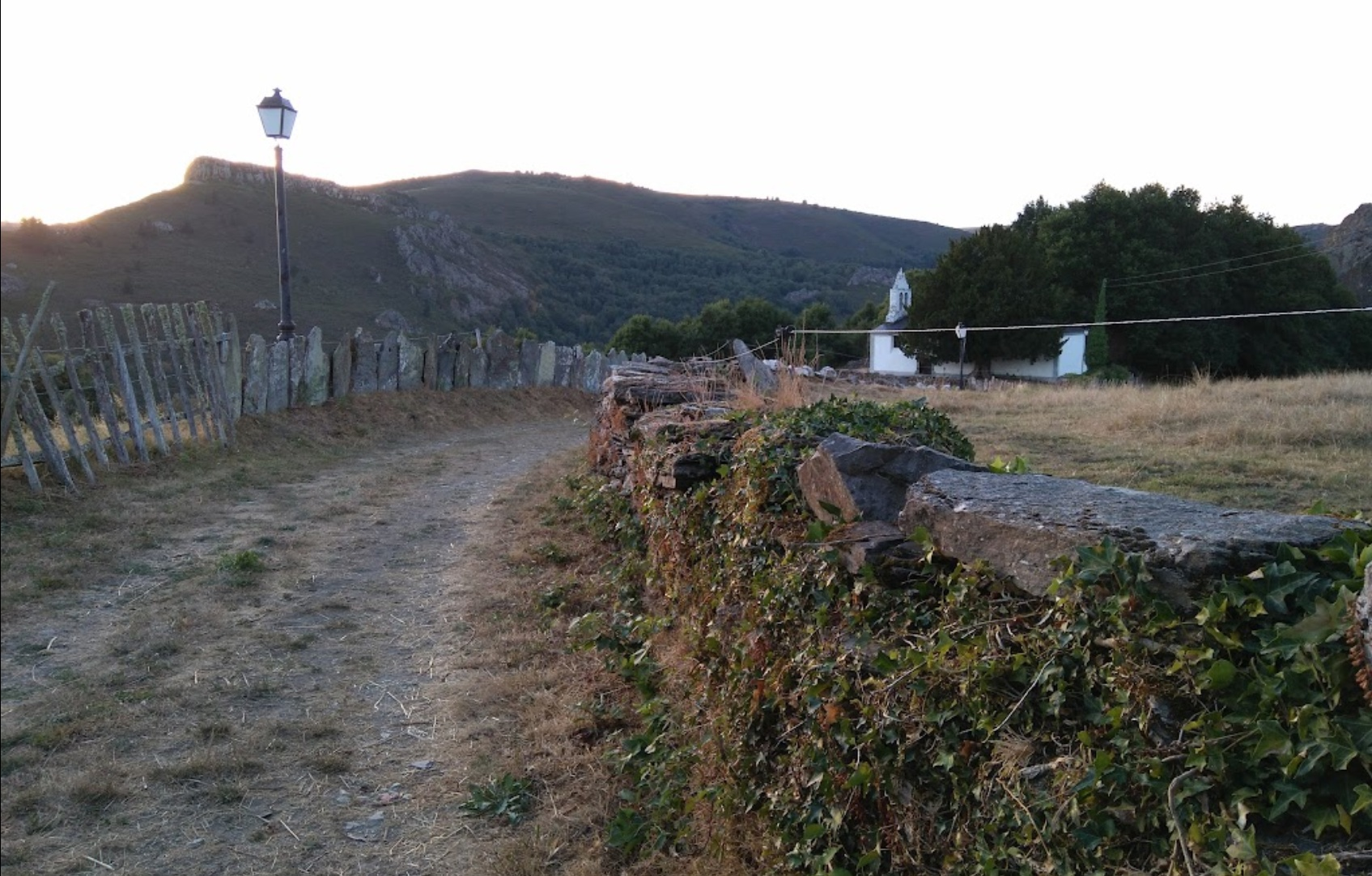
Martul

La parroquia está dedicada a San Juan Degollado y tiene una superficie de 9,23 km² ocupando la parte más meridional del concejo.
Se extiende entre las parroquias de Xestoso y Villanueva del propio concejo y las de San Martín de Oscos y Santa Eulalia de Oscos.
Su altura más significativa es la Peña Soar, con 836 metros de altitud. El río Villanueva la recorre de norte a sur, enlazando con el río Barcia en su discurrir hacia las tierras vecinas de Santa Eulalia. 
Su población de 16 vecinos (en 2022) se reparte entre 5 lugares:
- Cimadevilla (Cimadevila[2]), al norte de la parroquia, a 600 m de altitud en la ladera oeste de Pena Soar. Conserva una capilla del siglo XIX y sólo tenía un habitante en 2022.[4]
- Martul, al sur de la parroquia a una altitud de 600 m en una ladera sobre el río Barcia. Está unido a la capital municipal, Vilanova, a 5,5 km por las carreteras AS-362 y AS-33. Cuenta con 4 habitantes (2022)[5] y la iglesia parroquial de San Juan, del siglo XVII construida al lado de un centenario tejo. Celebran las fiestas patronales el día de San Juan Degollado, el 29 de agosto.
- Salcedo, al este de la parroquia, en un collado de la ladera oeste de Pena Redonda a 600 m de altitud. Situada a 5,7 km de Vilanova contaba con 3 habitantes en 2022.[6]
- San Mamed (Samamede[2]), al norte de la parroquia, entre la base de la ladera oeste de Peña Soar y la margen izquierda del río Villanueva, a 570 m de altitud. Dista 4 km de la capital municipal comunicándose con ella a través de la carretera AS-33. En 2022 contaba con 4 habitantes.[7]
- Travadelo (Trabadelo[2]), al sur de la parroquia, en la ladera Oeste de Pena Redonda a 680 m de altitud. A 5 km de la capital municipal por las carreteras AS-362 y AS-33. 4 habitantes en 2022.[8]

## Demografía
Según los últimos datos recogidos del año 2022, Martul cuenta con una población de 16 habitantes (6 hombres y 10 mujeres).   
A continuación, se muestra la evolución demográfica desde el año 2000:  
| Gráfica de evolución demográfica de Martul entre 2000 y 2022                             |
|                                                                                          |
| Fuente: Instituto Nacional de Estadística de España - Elaboración gráfica por Wikipedia. |